# Kisan Mazdoor Mandal
Kisan Mazdoor Mandal ("Bonde- och arbetarsamling"), ett politiskt parti i Indien som existerade kring 1951. KMM vann 12 255 röster (5,42%) men inga mandat i dåvarande Bhopal i delstatsvalet 1951 (5,42%). Sitt bästa resultat fick KMM i Jahangirabad, där partiets kandidat Shakir Ali Khan fick 2 581 (43,41%).
I valet till den första Lok Sabha samma år hade KMM lanserat en kandidat, Ratankumar, från valkretsen Sehore i Bhopal. Ratankumar fick 8 808 röster (9,28% av rösterna i Sehore).